# LGM-35 Sentinel

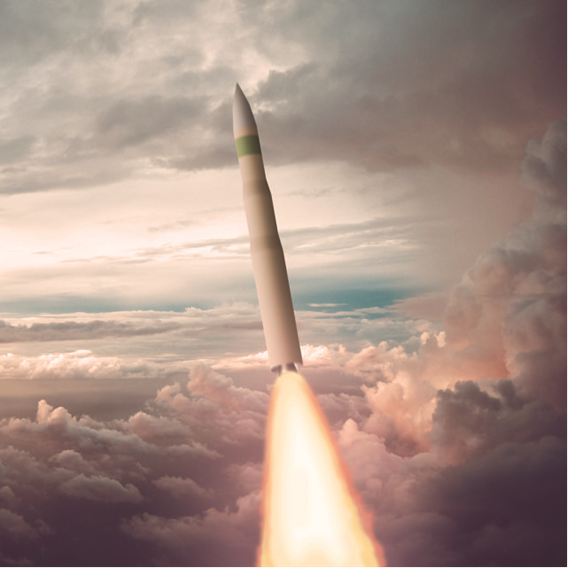
Illustration der LGM-35 Sentinel

Die LGM-35 Sentinel ist eine landgestützte Interkontinentalrakete, die in den Vereinigten Staaten entwickelt wird. Die Entwicklung erfolgt im Rahmen der Ground Based Strategic Deterrent (GBSD, deutsch „Land-gestützte strategische Abschreckung“). Die neue Rakete soll ab dem Jahr 2029 die LGM-30G-Minuteman-III-Raketen ablösen, die in den 1970er Jahren in Dienst gestellt worden waren. Das System soll das nukleare Abschreckungspotenzial der United States Air Force sicherstellen und bis ins Jahr 2075 im Einsatz bleiben. Vorgesehen waren ursprünglich Kosten von 86 Milliarden US-Dollar, die im Juli 2024 auf 140,9 Milliarden US-Dollar nach oben korrigiert wurden.
Am 21. August 2017 beauftragte die US-Luftwaffe sowohl Boeing wie auch Northrop Grumman mit drei Jahre laufenden Vorstudien; die Firmen erhielten dafür 349 respektive 329 Millionen US-Dollar. Im Juli 2019 kündigte Boeing an, dass es kein Projekt einreichen werde. Das Luftfahrt- und Verteidigungsunternehmen begründete dies mit der Übernahme von Orbital ATK durch Northrop Grumman. Orbital ATK stellte nämlich die Feststoffraketentriebwerke für verschiedene Boeing-Vehikel her. Nach Ansicht von Boeing könne der Konkurrent somit den Markt für den Treibstoff kontrollieren und so die Kosten des eigenen Systems senken.
Im Herbst 2020 erhielt daher Northrop Grumman einen 13,3-Milliarden-Dollar-Auftrag für die Entwicklung der LGM-35.